# Monnecles
Monnecles is een kevergeslacht uit de familie van de boktorren (Cerambycidae). De wetenschappelijke naam van het geslacht werd voor het eerst geldig gepubliceerd in 1999 door Napp & Santos.

## Soorten
Monnecles is monotypisch en omvat slechts de volgende soort:
- Monnecles apollinarii (Gounelle, 1913)